# Stellan Skarsgård
Stellan Skarsgård (Göteborg, 1951. június 13. –) Golden Globe-díjas svéd színész. 
Pályájának kezdetén munkái túlnyomó részét hazájában forgatta. Sokszor hozzák kapcsolatba Lars von Trier dán rendezővel, hiszen három filmet is együtt készítettek. 1972 és 1988 között a stockholmi Nemzeti Drámaszínházban dolgozott. 
Legismertebb angol nyelvű szerepei között található a Vadászat a Vörös Októberre tengeralattjáró kapitánya, A lét elviselhetetlen könnyűsége mérnöke, a Good Will Hunting matematika-professzora, Az ördögűző: A kezdet fiatal Merrin atyja, az Artúr király szász hadura, illetve A Karib-tenger kalózai: Holtak kincse „Bocskor Bill” Turnere, és a Mamma Mia! című zenés film Bill Andersonja.
Esélyes volt Oskar Schindler szerepére a Schindler listája című filmdrámában. Érdekesség, hogy az emberek gyakran összetévesztik Liam Neesonnal, aki a szerepet végül megkapta. Skarsgård ugrott be Neeson helyére Az ördögűző: A kezdet című filmben.

## Magánélete
Első felesége, My orvos volt, 1975−2007 között éltek együtt. Hat közös gyerekük van: Alexander, Gustaf, Sam, Bill, Eija és Valter, négyen közülük szintén a filmes pályát választották. 2009-ben feleségül vette Megan Everettet, akivel két fia van, Ossian és Kolbjörn.
Paul Bettany és Jennifer Connelly utána nevezték el fiukat Stellannak. 1976 óta személyes jóbarátja Peter Stormare színésznek.

## Filmográfia

### Film
| Év   | Magyar Cím                            | Eredeti cím                                | Szerep                          | Magyar hang       |
| ---- | ------------------------------------- | ------------------------------------------ | ------------------------------- | ----------------- |
| 1972 |                                       | Strandhugg i somras                        | Erik                            |                   |
| 1972 |                                       | Firmafesten                                | Peter                           |                   |
| 1973 |                                       | Åttonde budet (rövidfilm)                  | ismeretlen szerep               |                   |
| 1973 |                                       | Fem døgn i August                          | Christer                        |                   |
| 1973 |                                       | Bröllopet                                  | Roffe Eriksson                  |                   |
| 1973 |                                       | Anita: Swedish Nymphet                     | Erik                            |                   |
| 1974 |                                       | Swedish Sex Games                          | Peter Delaney                   |                   |
| 1977 | Tabu                                  | Taboo                                      | Jan-Erik                        |                   |
| 1977 |                                       | Hemåt i natten                             | Kurt Sjöberg                    |                   |
| 1981 |                                       | Kyssen (rövidfilm)                         | ismeretlen szerep               |                   |
| 1982 | Az együgyű gyilkos                    | Den enfaldige mördaren                     | Sven                            |                   |
| 1983 |                                       | P & B                                      | Karl-Johan 'Charlie' Pettersson |                   |
| 1984 |                                       | Åke och hans värld                         | Ebenholtz                       |                   |
| 1985 | Alattomos, mint a víz                 | Falsk som vatten                           | Stig                            |                   |
| 1985 | Kurta farkú Peti cica Americicában    | Peter-No-Tail in Americat                  | Pelle Swanson (hangja)          |                   |
| 1986 |                                       | Ormens väg på hälleberget                  | Karl Orsa Markström             |                   |
| 1987 |                                       | Jim & piraterna Blom                       | Gustav                          |                   |
| 1987 |                                       | Hip hip hurra!                             | Peder Severin Krøyer            |                   |
| 1988 | A lét elviselhetetlen könnyűsége      | The Unbearable Lightness of Being          | a mérnök                        | Mikula Sándor     |
| 1988 |                                       | Vargens tid                                | Peder Ulfstand                  |                   |
| 1988 |                                       | Friends                                    | Matt                            |                   |
| 1988 | A tökéletes gyilkosság                | The Perfect Murder                         | Axel Svensson                   |                   |
| 1989 |                                       | S/Y Glädjen                                | Klas Larsson                    |                   |
| 1989 | Fedőneve: Coq Rouge                   | Täcknamn Coq Rouge                         | Carl Hamilton                   |                   |
| 1989 | Nők a tetőn                           | Kvinnorna på taket                         | Willy                           | Jakab Csaba       |
| 1990 | Vadászat a Vörös Októberre            | The Hunt for Red October                   | Viktor Tupolev kapitány         | Dobránszky Zoltán |
| 1990 | Jó estét, Wallenberg úr!              | God afton, Herr Wallenberg                 | Raoul Wallenberg                | Blaskó Péter      |
| 1991 | Az ökör                               | Oxen                                       | Helge Roos                      |                   |
| 1992 | Beépített terroristák                 | Den demokratiske terroristen               | Carl Hamilton                   | Jakab Csaba       |
| 1992 | Szelek szárnyán                       | Wind                                       | Joe Heiser                      | Haás Vander Péter |
| 1993 | Csúzli                                | Kådisbellan                                | Fritiof Schütt                  |                   |
| 1993 |                                       | Sista dansen                               | Norrköpingi házigazda           |                   |
| 1995 |                                       | Jönssonligans största kupp                 | Herman Melvin                   |                   |
| 1995 | Abszolút nulla fok                    | Kjærlighetens kjøtere                      | Randbæk                         | Barbinek Péter    |
| 1995 |                                       | Hundarna i Riga                            | Magnus Björk                    |                   |
| 1996 |                                       | Harry och Sonja                            | Harry Olson                     |                   |
| 1996 | Hullámtörés                           | Breaking the Waves                         | Jan Nyman                       | Hegedűs D. Géza   |
| 1997 | Álmatlanság                           | Insomnia                                   | Jonas Engström                  |                   |
| 1997 | Gyilkosságra nevelve                  | My Son the Fanatic                         | Schitz                          |                   |
| 1997 | Good Will Hunting                     | Good Will Hunting                          | Gerald Lambeau professzor       | Szakácsi Sándor   |
| 1997 | Amistad                               | Amistad                                    | Tappan                          | Galambos Péter    |
| 1998 | Az üvegfúvó gyermekei                 | Glasblåsarns barn                          | Albert                          |                   |
| 1998 | A megmentő                            | Savior                                     | Peter Dominic                   | Turi Bálint       |
| 1998 | Ronin                                 | Ronin                                      | Gregor                          | Konrád Antal      |
| 1998 | Ronin                                 | Ronin                                      | Gregor                          | Németh Gábor      |
| 1999 | Háborgó mélység                       | Deep Blue Sea                              | Jim Whitlock                    | Csuja Imre        |
| 2000 | Ébren álmodó                          | Passion of Mind                            | William Granther                | Sörös Sándor      |
| 2000 |                                       | Signs and Wonders                          | Alec                            |                   |
| 2000 | Timecode                              | Timecode                                   | Alex Green                      | Rosta Sándor      |
| 2000 | Táncos a sötétben                     | Dancer in the Dark                         | Doktor                          | Orosz István      |
| 2000 |                                       | Aberdeen                                   | Tomas                           |                   |
| 2000 | Kiss Kiss (Bang Bang)                 | Kiss Kiss (Bang Bang)                      | Felix                           | Trokán Péter      |
| 2001 |                                       | Powder Keg (rövidfilm)                     | Harvey Jacobs                   |                   |
| 2001 | Szembesítés                           | Taking Sides                               | Dr. Wilhelm Furtwängler         | Szakácsi Sándor   |
| 2001 | A rejtélyek háza                      | The Glass House                            | Terrence 'Terry' Glass          |                   |
| 2002 | A csapda mélyén                       | No Good Deed                               | Tyrone                          | Balázsi Gyula     |
| 2002 | Szellemek városa                      | City of Ghosts                             | Joseph Kaspar                   | Trokán Péter      |
| 2003 |                                       | To Kill a Child (rövidfilm)                | narrátor                        |                   |
| 2003 | Dogville – A menedék                  | Dogville                                   | Chuck                           | Faragó András     |
| 2004 |                                       | Eiffeltornet (rövidfilm)                   | Jakob                           |                   |
| 2004 | Artúr király                          | King Arthur                                | Cerdic                          | Reviczky Gábor    |
| 2004 | Az ördögűző: A kezdet                 | Exorcist: The Beginning                    | Lankester Merrin atya           | Rosta Sándor      |
| 2005 | Ördögűző: Dominium                    | Dominion: Prequel to the Exorcist          | Lankester Merrin atya           | Rosta Sándor      |
| 2005 |                                       | Torte Bluma (rövidfilm)                    | Stangl                          |                   |
| 2005 | Beowulf – A hős és a szörnyeteg       | Beowulf & Grendel                          | Hrothgar király                 | Szélyes Imre      |
| 2005 | Édes és keserű                        | Guilty Hearts                              | Stangl                          |                   |
| 2006 |                                       | Kill Your Darlings                         | Erik apja                       |                   |
| 2006 | Goya kísértetei                       | Goya's Ghosts                              | Francisco Goya                  | Máté Gábor        |
| 2006 | A Karib-tenger kalózai: Holtak kincse | Pirates of the Caribbean: Dead Man's Chest | „Bocskor Bill” Turner           | Gruber Hugó       |
| 2007 | A Karib-tenger kalózai: A világ végén | Pirates of the Caribbean: At World's End   | „Bocskor Bill” Turner           | Gruber Hugó       |
| 2007 |                                       | WΔZ                                        | Eddie Argo                      |                   |
| 2007 | Arn, a templomos lovag                | Arn – The Knight Templar                   | Birger Brosa                    |                   |
| 2008 | Arn 2. – A királyság az út végén      | Arn – The Kingdom at Road's End            | Birger Brosa                    |                   |
| 2008 | Mamma Mia!                            | Mamma Mia!                                 | Bill Anderson                   | Haás Vander Péter |
| 2008 | Isten a vádlottak padján              | God on Trial                               | Baumgarten                      | Haás Vander Péter |
| 2009 | Angyalok és démonok                   | Angels & Demons                            | Maximilian Richter parancsnok   | Ujréti László     |
| 2009 |                                       | Boogie Woogie                              | Bob Maccelstone                 |                   |
| 2009 |                                       | Metropia                                   | Ralph Parker (hangja)           |                   |
| 2010 | Hajszál híján úriember                | En ganske snill mann                       | Ulrik                           |                   |
| 2010 | Frankie és Alice                      | Frankie and Alice                          | Dr. Oz                          | Rosta Sándor      |
| 2010 | Üstökös a Mumin‑völgy fölött          | Moomins and the Comet Chase                | Muminpapa és Hemulens (hangja)  | Jakab Csaba       |
| 2010 |                                       | Underkastelsen                             | narrátor                        |                   |
| 2010 |                                       | As If I Am Not There                       | Doktor                          |                   |
| 2010 | Ördögsziget                           | King of Devil's Island                     | Bestyreren                      |                   |
| 2011 | Melankólia                            | Melancholia                                | Jack                            | Barbinek Péter    |
| 2011 | A tetovált lány                       | The Girl with the Dragon Tattoo            | Martin Vanger                   | Csankó Zoltán     |
| 2011 | Thor                                  | Thor                                       | Dr. Erik Selvig                 | Máté Gábor        |
| 2012 | Bosszúállók                           | The Avengers                               | Dr. Erik Selvig                 | Máté Gábor        |
| 2013 | Thor: Sötét világ                     | Thor: The Dark World                       | Dr. Erik Selvig                 | Máté Gábor        |
| 2013 | Rómeó és Júlia                        | Romeo and Juliet                           | Escalus, Verona hercege         | Rosta Sándor      |
| 2013 | A háború démonjai                     | The Railway Man                            | Finlay                          | Törköly Levente   |
| 2013 | A nimfomániás                         | Nymphomaniac                               | Seligman                        |                   |
| 2013 | Az orvosdoktor                        | The Physician                              | Borbély                         | Kassai Károly     |
| 2014 | Az eltűnés sorrendjében               | Kraftidioten                               | Nils                            |                   |
| 2014 | Hector a boldogság nyomában           | Hector and the Search for Happiness        | Edward                          | Csankó Zoltán     |
| 2015 | Hamupipőke                            | Cinderella                                 | Nagyherceg                      | Balázs Péter      |
| 2015 | Bosszúállók: Ultron kora              | Avengers: Age of Ultron                    | Dr. Erik Selvig                 | Máté Gábor        |
| 2016 | A mi emberünk                         | Our Kind of Traitor                        | Dima                            | Rosta Sándor      |
| 2017 |                                       | Rückkehr nach Montauk                      | Max Frisch                      |                   |
| 2017 | Borg/McEnroe                          | Borg vs McEnroe                            | Lennart Bergelin                | Rosta Sándor      |
| 2017 |                                       | Muumien taikatalvi                         | Muminpapa (angol hangja)        |                   |
| 2017 |                                       | Gordon & Paddy                             | Gordon (hangja)                 |                   |
| 2018 | Az ember, aki megölte Don Quixote-t   | The Man Who Killed Don Quixote             | A főnök                         | Máté Gábor        |
| 2018 | Mamma Mia! Sose hagyjuk abba          | Mamma Mia! Here We Go Again                | Bill és Kurt Anderson           | Máté Gábor        |
| 2019 | Lótolvajok                            | Ut og stjæle hester                        | Trond                           |                   |
| 2019 | Festett madár                         | The Painted Bird                           | Hans                            |                   |
| 2019 |                                       | Music, War and Love                        | Benno Moser                     |                   |
| 2019 | Remény                                | Håp                                        | Tomas                           | Rosta Sándor      |
| 2021 |                                       | Apstjärnan                                 | Tord                            |                   |
| 2021 | Dűne                                  | Dune                                       | Vladimir Harkonnen báró         | Máté Gábor        |
| 2022 | Thor: Szerelem és mennydörgés         | Thor: Love and Thunder                     | Dr. Erik Selvig                 | Máté Gábor        |
| 2024 | Dűne: Második rész                    | Dune: Part Two                             | Vladimir Harkonnen báró         | Máté Gábor        |

### Televízió
| Év    | Magyar cím                             | Eredeti cím                                                | Szerep                | Megjegyzések                                    |
| ----- | -------------------------------------- | ---------------------------------------------------------- | --------------------- | ----------------------------------------------- |
| 1968  |                                        | Bombi Bitt och jag                                         | Bombi Bitt            | 5 epizód                                        |
| 1972  |                                        | Magnetisören                                               | Soldier               | Tévéfilm                                        |
| 1981  |                                        | Skärp dig, älskling                                        | Georg                 | Epizód: "Tack för igår"                         |
| 1981  |                                        | Babels hus                                                 | Dr. Mattsson          | Epizód: "Del 4"                                 |
| 1981  |                                        | Olsson per sekund eller Det finns ingen anledning till oro | A lusta               | Tévéfilm                                        |
| 1983  |                                        | Farmor och vår herre                                       | Nathan                | 2 epizód                                        |
| 1983  |                                        | Hustruskolan                                               | Horace                | Tévéfilm                                        |
| 1985  |                                        | Den tragiska historien om Hamlet – Prins av Danmark        | Hamlet                | Tévéfilm                                        |
| 1985  |                                        | August Strindberg: Ett liv                                 | Verner von Heidenstam | 2 epizód                                        |
| 1989  |                                        | Vildanden                                                  | Gregers Werle         | 3 epizód                                        |
| 1989  |                                        | Förhöret                                                   | Carl Hamilton         | Tévéfilm                                        |
| 1990  |                                        | S*M*A*S*H                                                  | Statssekreteraren     | Epizód: "Wow, håll käften!"                     |
| 1990  |                                        | Parker Kane                                                | Nathan Van Adams      | Tévéfilm                                        |
| 1994  |                                        | Rapport till himlen                                        | Gary                  | 4 epizód                                        |
| 1997  | Birodalom V–VIII.                      | The Kingdom II                                             | Stig Helmers advokat  | Epizód: "Gargantua"                             |
| 2000  |                                        | Harlan County War                                          | Warren Jakopovich     | Tévéfilm                                        |
| 2001  |                                        | D-dag – Den færdige film                                   | Lise's Mand           | Tévéfilm                                        |
| 2003  | Trója - Háború egy asszony szerelméért | Helen of Troy                                              | Theseus               | Tévéfilm                                        |
| 2008  |                                        | Masterpiece Contemporary                                   | Baumgarten            | Epizód: "God on Trial"                          |
| 2008  | Törtetők                               | Entourage                                                  | Verner Vollstedt      | 3 epizód                                        |
| 2010  |                                        | Arn                                                        | Birger Brosa          | 6 epizód                                        |
| 2012  |                                        | Rouge Brésil                                               | Villegagnon           | 4 epizód                                        |
| 2012  |                                        | Playhouse Presents                                         | A férfi               | Epizód: "The Man"                               |
| 2014  | Préda                                  | Quarry                                                     | The Broker            | Meg nem jelent pilot-epizód                     |
| 2015  |                                        | River                                                      | John River            | 6 epizód                                        |
| 2019  | Csernobil                              | Chernobyl                                                  | Boris Shcherbina      | Főszereplő, 5 epizód magyar hangja: Papp János  |
| 2020  | A Simpson család                       | The Simpsons                                               | Önmaga (hangja)       | Epizód: "Podcast News"                          |
| 2022– | Andor                                  | Andor                                                      | Luthen Rael           | Főszereplő, 10 epizód magyar hangja: Máté Gábor |

## Díjai
- Berlini Nemzetközi Filmfesztivál

1982 Ezüst Medve díj a legjobb színésznek (Az ostoba gyilkos)
- Európai Filmdíj

1998 (Amistad, Good Will Hunting)
- Guldbagge Awards

1982 legjobb színész (Den Enfaldige mördaren)
1990 legjobb színész (Täcknamn Coq Rouge)
- Mar del Plata Film Festival

2002 legjobb színész (Szembesítés)